# Рома (женский футбольный клуб)
Же́нский футбо́льный клуб «Ро́ма» (итал. Associazione Sportiva Roma, Roma femminile) — итальянский женский футбольный клуб, основанный в 2018 году. Женская секция футбольного клуба «Рома».

## Достижения
- Чемпионат Италии
  - Чемпион (2): 2022/23, 2023/24
- Кубок Италии
  - Обладатель (2): 2021/22, 2023/24
- Суперкубок Италии
  - Обладатель: 2022